# Papist
Papist ist eine von dem Wort Papst abgeleitete Bezeichnung für Katholiken, die im Protestantismus der Reformationszeit im 16. Jahrhundert aufkam und in der Zeit der Kontroverstheologie als ein zumeist abwertend gebrauchter Kampfbegriff geläufig war. Das zugehörige Abstraktum lautet Papismus.
Der Ausdruck reduziert den Katholizismus bewusst auf das Papsttum, das als herausragendes Abgrenzungsmerkmal betrachtet wird. Aus protestantischer Sicht wurde damit kämpferisch-kritisch auf die totale Unterordnung und Unterwerfung der römischen Katholiken unter den Papst als unumschränktes Kirchenoberhaupt verwiesen.
Eine ähnliche, jedoch weniger polemisch verwendete und nicht allein auf das Papsttum fokussierte Selbst- und Fremdbezeichnung von Katholiken in den frühneuzeitlichen konfessionellen Auseinandersetzungen war der Begriff „Altgläubige“.
In einem moderateren Verständnis, das noch bis ins 19. Jahrhundert geläufig blieb und insbesondere auch in den Debatten im Vorfeld der Dogmatisierung des päpstlichen Lehr- und Jurisdiktionsprimats auf dem Ersten Vatikanischen Konzil (1870) eine Rolle spielte, wird Papismus als gleichbedeutend mit Ultramontanismus begriffen und der Ausdruck auf den vom Papsttum beanspruchten Vorrang der geistlichen (päpstlichen) gegenüber der weltlichen (kaiserlichen) Gewalt bezogen.
Im deutschen Sprachraum wird der Begriff Papist heute nur noch selten, manchmal allerdings ironisch gebraucht. Auch im englischen Sprachraum wirkt er ungebräuchlich und fremd, während er in französischen Publikationen zur Papstgeschichte bis heute Verwendung findet.